# 아브얀주
아브얀주(아랍어: أَبْيَنْ)는 예멘의 주이다. 아브얀 지역은 역사적으로 파들리 술탄국의 일부였으며, 아덴-아브얀 이슬람군 무장 단체의 기지이기도 하였다. 주도는 진지바르이다. 이 주는 농업, 특히 대추야자 재배와 축산업으로 유명하다.

## 최근 역사
2011년 3월 31일, 알 바와바는 알카에다 아라비아반도 지부(AQAP)가 이 지역을 장악한 후 아브얀을 "예멘 알카에다 토후국"으로 선포했다고 보도했다. 뉴욕 타임즈는 통제권을 가진 자들이 이슬람 무장 단체이긴 하지만, 실제로는 알카에다가 아니라고 보도했다. 이 점거는 5월 28일에 확인되었다. 예멘 정부군은 이 지역의 통제권을 재확립하기 위한 노력을 시작했으며, 그 결과 진지바르 전투가 발생했다.
진지바르 외에 자아르와 슈크라 마을도 이슬람주의자들의 통제 하에 있었다. 2012년 5월 초, 예멘군과 남부 저항군은 무장 세력으로부터 주의 통제권을 되찾기 위해 대규모 공세를 시작했다. 정부군은 한 달간의 격렬한 전투 끝에 6월 12일 진지바르와 자아르를 점령했다. 무장 세력은 슈크라 마을 쪽으로 후퇴했다고 알려졌다. 2017년, 남부 보안군과 남부 저항군이 주도한 군사 작전으로 아브얀은 바이다와 마리브 주 산악 지역으로 탈출한 이슬람 무장 세력으로부터 해방되었다.

## 지리

### 인접한 주
- 아덴주 (남서)
- 바이다주 (북)
- 라히즈주 (서)
- 샤브와주 (북, 동)

### 구역
아브얀 주는 다음 11개 구역으로 나뉜다. 이 구역들은 다시 하위 구역으로 나뉘고, 그 다음 다시 마을로 세분된다:
- 아흐와르 구
- 알 마흐파드 구
- 알 와데아 구
- 자이샨 구
- 칸피르 구
- 라우다르 구
- 무디야 구
- 라사드 구
- 사라르 구
- 시바 구
- 진지바르 구

## 정착지
아부 아미르 • 아드 디르자즈•아드 디유•아흘 파샤시•아흘 풀라이스•아흐마드 아시 샤이크•알 알람•알 바히타•알 하빌•알 하맘•알 히슨•알 자울•알 카우드•알 카우르•알 카밀라•알 카우르•알 마아르•알 마잘라•알 마할•알 마흘라즈•알 마크잔 알 파우키•알 마크잔 알 카아이•알 마사니`•알 카른•알 카샤바•알 카르나아•안 나시시•아르 라우다•아르 라우와•아스 삼은•아스 사리야•아스 수다'•아시 샤아바•아시 샤라프•아시 샤르키야•앗 타리야•앗 탈립•알리 하디•아무디야•아라바•아르쿠브 움 쿠바이어•아리야브•아슬란•아우루마•바 타이스•바 줄라이파•바르칸•바탄•바이트 삼나•도르 살라마•파라안•파리스•자아르•자흐라•자우프 움 마크바바•지블라트 알 파라즈•지블라트 알 와즈나•지블라트 바드르•지르샤브•카바란•카다마트 알 파이시•카우드 알 아바딜•카우카브•카우라트 할리마•캅트 알 아슬룸•칸파르•쿠반•쿠와시•라우다르•마가디•마크라라•만사브•마카시르•마크다•마르타아•마사디아•미샬•무디야•무카이라스•무나브•무사이미르•나압•나브•나미르•나크알•카른 알 와디`•카르야트 아흘 히드란•카르야트 후세인 움 무함마드•사킨 아흘 히드란•사킨 아흘 마하티스•사킨 아흘 사다•사킨 아흘 우하이스•사킨 하즘•사킨 우아이스•사이한•샴스 앗 딘•샤이크 압달라•샤이크 살림•슈브람•슈크라•슈르잔•티라•와디바•진지바르•주가이나